# Теократична Бурятська Держава
Теократична Бурятська Держава — існувала на території Кіжингинського району Бурятії з 23 квітня 1919 до 11 травня 1919
Перша і єдина спроба бурятського народу заснувати теократичну державу за прикладом Тибету.

## Передісторія створення
Під час громадянської війни в Хоринському районі (куди за адміністративним поділом того часу входив Кіжингинський район) велике значення отримав так званий «теократичний балагатський рух» на чолі з ламою Л.-С. Циденовим. Почався він в червні 1918, коли хоринські буряти у відповідь на мобілізацію, оголошену Військово-революційним штабом Забайкалля, на своєму аймачному з'їзді прийняли резолюцію «про звільнення бурят від призову в Улан Цагди (червоні вершники)». Пізніше, хорінці з тієї ж причини, відмовлялися йти в Цаган Цагди (білі вершники) отамана Семенова. Решта бурятів теж негативно сприйняли заклик про мобілізацію, але реакція хорінських бурят була найбільш організована — хорінці діяли «… за передбаченням споглядача лами Циденова».

## Створення Теократичної Бурятської Держави
Незадоволені малою кількістю бурят-новобранців, прибічники отамана Семенова розіслали старійшинам родів послання з погрозою застосування репресій в разі зриву мобілізації бурятського населення. Погрози Семенівської адміністрації були сприйняті населенням з повною серйозністю — семеновці проводили регулярні каральні рейди проти мирного населення. Особливо відзначалися жорстокістю козаки загонів Семенова, очолювані генералами А. І. Тірбахом, бароном фон Унгерн (майбутнім диктатором Монголії), а також каральні загони Чистохіна і Філипіна. У лютому 1919 представники буддистів долин Кодуна і Кіжінгі, що страждали від насильницького залучення до лав Білого руху, подали письмове прохання про захист від утисків своєму релігійному лідерові — Лубсан-Сандану Циденову. На що Л.-С. Циденов рекомендував кіжингинським бурятам створити свою власну державу. 23 квітня 1919 (14 числа 5 місяця 1 року за літочисленням балагатів) на схилі священної гори Челсана відбувся з'їзд з 102 делегатів, на якому було проголошено створення теократичної держави «Худанай эрхэтэ балгааһан». Держава займала територію трьох хошунів — Цагатського, Богольдунського і Хальбінського. Лубсан-Сандан Циденов став главою цієї держави, прийнявши титул «Цог-Тугулдур Дхарма Раджа-хан» («Цар трьох світів, Владика вчення»). Центром держави стало місцеперебування глави держави в місцевості Соорхе, біля Усть-Орот (так як весь цей час Сандан лама не переривав свого самітництва і все спілкування з підданими йшло в письмовому вигляді). Спадкоємцем престолу був обраний лама Сілнам Доржі Бадмаєв. Були обрані голови уряду і міністри, за винятком міністра оборони, так як держава Кодунай ерхідж балгасан не займалася формуванням армії. Глава держави (шіретуй) Дхарма Раджа-хан Циденов заборонив своїм підданим вступати як в Білу, так і в Червону армію. Це давало бурятам формальний привід відмовляти командувачам Білого руху в службі, направляючи їх до ширетуя Л.-С. Циденова.

## Ліквідація держави
Реакція отамана Семенова на такий демарш кіжингинських бурят не забарилася — вже в середині травня в Кодунай ерхідж балгасан прибув загін Забайкальських козаків для наведення порядку. В ніч з 10 на 11 травня 1919 в ставку Л.-С. Циденова в урочищі Соорхе прибув загін семеновців і полковник Корвін-Піотровський (який пізніше в еміграції здобув популярність як поет, прозаїк і драматург). Вони заарештували уряд Кодунай ерхідж балгасан на чолі з Дхарма Раджа-ханом Циденова — всього 14 (за іншими даними — 29) чоловік. На території Кіжингинського району була відновлена влада білогвардійської адміністрації, і територія Теократичної Бурятської Держави була включена до складу Російської держави Верховного правителя Колчака. Заарештовані члени уряду були поміщені в Верхньоудинську в'язницю. 19 червня Л.-С. Циденов був відпущений як «ненормальний». Поте його популярність серед бурят значно зросла. Протягом 1919 Циденов ще 2 рази заарештовувався представниками Білого руху.